# Kate Brown
Katherine (Kate) Brown (Torrejón de Ardoz, 21 juni 1960) is een Amerikaans politicus van de Democratische Partij. Tussen 2015 en 2023 was zij de gouverneur van de Amerikaanse staat Oregon.

## Levensloop
Brown werd geboren in Torrejón de Ardoz, een voorstad van de Spaanse hoofdstad Madrid, waar haar vader diende in de United States Air Force. Ze groeide op in de Amerikaanse staat Minnesota. In 1978 slaagde ze voor haar examens op de middelbare school in Arden Hills en ging vervolgens studeren aan de Universiteit van Colorado te Boulder. Hier behaalde ze in 1981 een Bachelor of Arts in milieubehoud en een certificaat in Vrouwenstudies. Aansluitend trok Brown naar Portland, de grootste stad van de staat Oregon, om aan het Lewis & Clark College milieurecht te gaan studeren. Hier behaalde ze in 1985 haar doctoraat. Vervolgens spitste ze zich toe op familierecht en jeugdrecht, en onderwees zij studenten op de staatsuniversiteit in Portland. Later werkte ze als vrouwenrechtenadvocaat.

### Politiek
In november 1991 zette Brown haar eerste stappen in de politiek toen zij werd aangewezen zitting te nemen in het Huis van Afgevaardigden van Oregon. Zij nam hier de zetel in van de tussentijds opgestapte Judy Baumann en maakte diens termijn af. In 1993 werd Brown ook officieel verkozen als afgevaardigde. Ze bleef uiteindelijk ruim vijf jaar in deze functie actief. Nadat ze in 1996 werd verkozen als senator, maakte Brown in januari 1997 de overstap naar de Senaat van Oregon. Hier werd ze in 1998 gekozen als leider van de Democratische fractie en in 2004 als meerderheidsleider van de Senaat.
In 2007 kondigde Brown aan een gooi te doen naar de post van Secretary of State van Oregon, na het gouverneurschap het hoogste ambt in de staat. In mei 2008 slaagde ze erin de Democratische voorverkiezingen te winnen en in november 2008 won ze ook de algemene verkiezing. Haar Republikeinse tegenstander Rick Dancer, die weinig politieke ervaring had, werd met gemak verslagen. Als Secretary of State zette Brown zich in om de begroting van Oregon op orde te krijgen. Ook werd ze geprezen voor het toepassen van moderne technologieën; ze maakte het mogelijk voor kiezers om zich online te registreren en introduceerde het gebruik van iPads en tablets om de toegankelijkheid van kiezers met een handicap te vergroten. Ondertussen kreeg Brown echter ook te maken met enkele controverses. Zo gaf ze onder vermoedelijke invloed van lobbyisten openlijk steun aan het telecombedrijf Comcast, dat haar vervolgens financieel steunde tijdens haar herverkiezingscampagne. Ook gebruikte ze haar macht om een verkiezing voor het plaatselijke Bureau of Labor and Industries uit te stellen, toen haar partijgenoot Brad Avakian hierin dreigde te worden verslagen door de Republikeinen. Op de nieuwe datum wist Avakian alsnog herkozen te worden.

### Gouverneur
In februari 2015 trad John Kitzhaber, gouverneur van Oregon, af na een corruptieschandaal. Aangezien Oregon geen luitenant-gouverneur kent, was Brown als Secretary of State de eerste in lijn voor opvolging. Ze werd op 18 februari 2015 ingezworen als gouverneur in de hoofdstad Salem. Omdat de termijn van Kitzhaber nog pril was, werd in november 2016 (samen met de Amerikaanse presidentsverkiezingen) een speciale tussentijdse gouverneursverkiezing gehouden om te bepalen wie de termijn, die tot 2019 liep, mocht uitdienen. Kate Brown kwam hierin als overwinnaar uit de bus.
In 2018 vonden de reguliere gouverneursverkiezingen plaats en werd Brown herkozen voor een volledige ambtstermijn. Deze ging van start in januari 2019. Ondanks de economische groei in Oregon verloor Brown in de hieropvolgende periode veel van haar populariteit. Ze werd onder meer bekritiseerd vanwege haar beleid omtrent criminaliteit, dakloosheid en de coronapandemie in haar staat. In verschillende peilingen kwam ze meermaals uit de bus als de minst populaire gouverneur van de Verenigde Staten. Twee pogingen van de Republikeinse Partij om een afzettingsprocedure tegen Brown te starten, kregen echter niet genoeg steun.
Bij de gouverneursverkiezingen van 2022 mocht Brown zich niet nogmaals herkiesbaar stellen. Ze werd in januari 2023 opgevolgd door haar partijgenote Tina Kotek.

## Persoonlijk
Brown was de eerste Amerikaanse gouverneur met een openlijk biseksuele geaardheid. Ze is getrouwd en heeft twee stiefkinderen.
- Gemeinsame Normdatei: 1193946255
- International Standard Name Identifier: 0000 0004 4035 5674
- Library of Congress Control Number: no2014146993
- SNAC: w6hf8m1w
- Virtual International Authority File: 311580498
- WorldCat: E39PBJgcX3Gp8J9M3gvgj38Qv3